# Vättern runt
Vättern runt cyklades första gången 1903 och var ett cykellopp som gick i södra Sverige, oftast runt juni-juli. Sista loppet kördes 1969, men tävlingen var långt ifrån årlig. Från 1951 kördes den dock vartannat år.

## Vinnare
Följande vann loppet.
- 1903 - KA Fredriksson, Djurgårdens IF
- 1916 - Henrik Morén, Stockholm
- 1917 - Henrik Morén, Stockholm
- 1919 - Erland Lindberg, Husqvarna IF
- 1928 - Erik Eriksson, Hässelby CK (klass A)/ Otto Lundberg, Hässelby CK (klass B)
- 1933 - Sigge Svärd, Enskide IF (klass A)/ Helge Andersson, Jönköpings CK (klass B)
- 1934 - Bernt Carlsson, Hammarby IF (klass A)/ Harry Engvall, Jönköpings CK (klass B)
- 1951 - Yngve Lundh, CK Wano
- 1953 - Gunnar Lindberg, Bollnäs CK
- 1955 - Sven Johansson, Örebro VK
- 1957 - Gunnar Göransson, CK Antilopen
- 1959 - Gunnar Lindgren, CK Wano
- 1961 - Owe Adamson, Uppsala CK
- 1963 - Erik Pettersson, Vårgårda CK
- 1965 - Sture Pettersson, Vårgårda CK
- 1967 - Jan-Åke Ek, Vårgårda CK
- 1969 - Thomas Pettersson, Vårgårda CK

### Fotnoter
1. ↑  Magnus Widell. Medaljregn och magplask. MW